# Wataru Goto
Wataru Goto (後藤 亘, Goto Wataru), né le 8 mai 2006 dans la préfecture de Chiba au Japon, est un footballeur japonais qui évolue au poste de gardien de but au FC Tokyo.

## Biographie

### En club
Né dans la préfecture de Chiba au Japon, Wataru Goto est formé par le FC Tokyo. Le 20 mai 2024, le club annonce officiellement que Wataru Goto sera promu en équipe première à partir de l'année 2025.

### En sélection
Wataru Goto est convoqué avec l'équipe du Japon des moins de 17 ans pour participer au Championnat d'Asie des moins de 17 ans en 2023. Son équipe arrive en finale où elle s'impose contre la Corée du Sud. Il est par ailleurs récompensé à titre individuel en étant nommé meilleur gardien de but de la compétition. Goto s'étant notamment illustré par plusieurs arrêts décisifs et n'ayant encaissé que deux buts en cinq matchs durant le tournoi.
Quelques mois plus tard, Goto est convoqué avec cette même sélection pour participer à la coupe du monde des moins de 17 ans en 2023.
Intégrant l'équipe du Japon des moins de 19 ans en 2024, il est notamment retenu pour participer au Tournoi Maurice-Revello en juin 2024.

## Palmarès

### En sélection
Japon -17 ans
- Championnat d'Asie
  - Vainqueur en 2023